# Sady (České Budějovice)
Sady, dříve též městské sady, je městský park v Českých Budějovicích rozkládající se mezi tokem Mlýnské stoky a ulicí Na Sadech (částečně též Husovou třídou).

## Historie

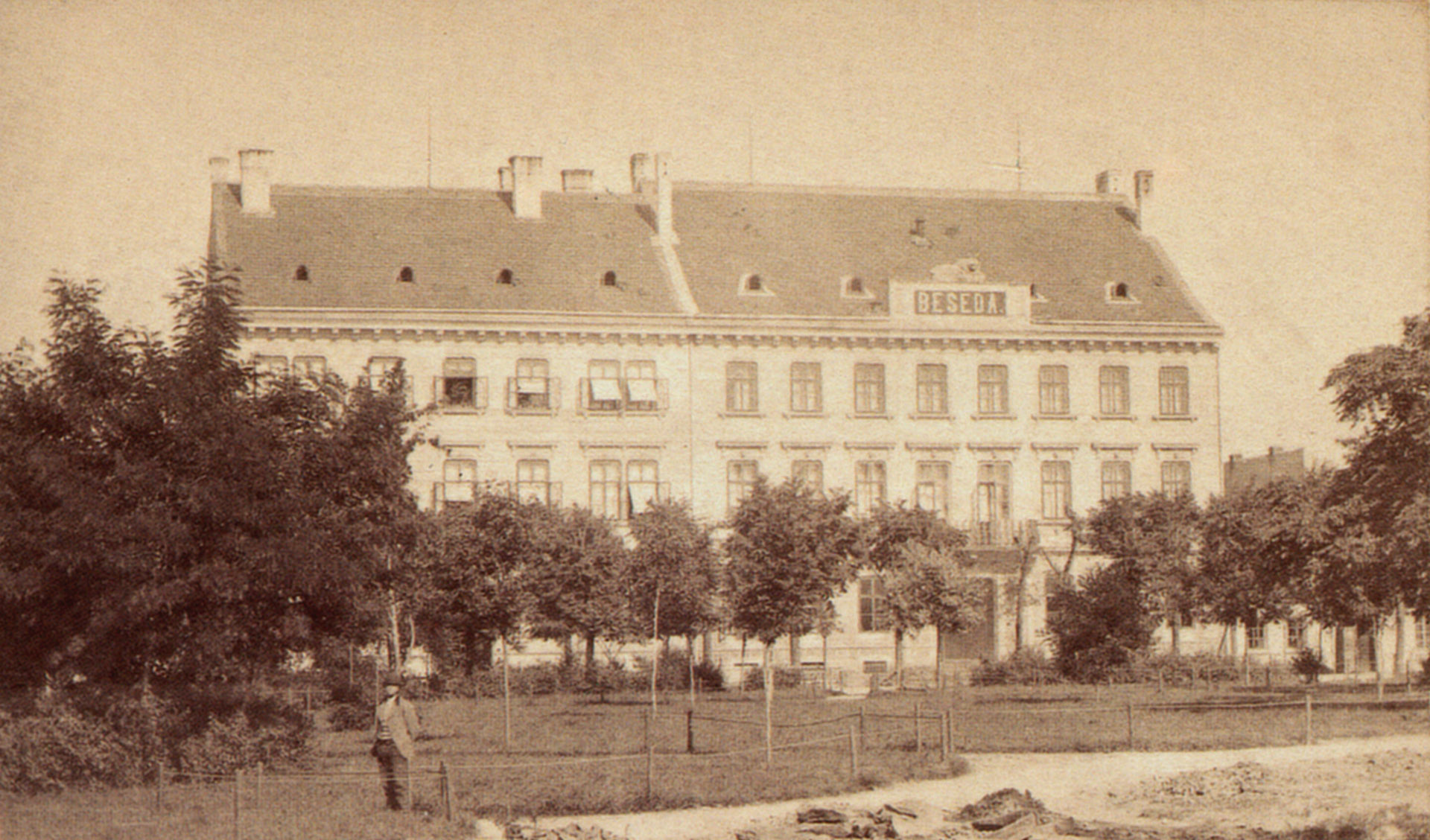
Vznik Sadů před novostavbou Besedy, kolem roku 1875

Městský park leží v prostoru někdejšího barokního opevnění. Vzniklo v letech 1641–1666 a vydrželo do roku 1825, kdy byla zahájena nejprve demolice ravelinů. Ty uvolnily prostor a umožnily vznik nové ulice vedoucí od poloviny 19. století po obvodu původního opevnění. Zprvu byla nazývaná Lange Fahrt, dnes Na Sadech. Kolem roku 1870 bylo rozhodnuto zbytky barokní hradby odstranit a na vzniklém prostranství založit park. K tomu došlo v letech 1874–1880. Koncept navrhl Rudolf Vácha (1825–1899), schwarzenberský inspektor zahrad (otec malíře Rudolfa Váchy), který rovněž navrhl zámecký park na Hluboké. Po dokončení byl park uzavřen dřevěným plotem a na noc zamykán. V roce 1901 došlo k úřednímu zákazu vstupu s kočárky po 17. hodině, neboť za pěkného počasí jimi byly obsazeny všechny lavičky. V roce 1917 byl zaveden poplatek pro civilní osoby, které mezi 16. a 20. hodinou užívaly laviček určených pro vojíny (10 haléřů pro dospělé a 2 haléře pro děti). Litinové ploty z let 1881–1887 byly zrekvírované za druhé světové války, poté již nebyly obnoveny. K rekonstrukcím došlo v letech 1942 (dílčí), 1946–1948 (mj. odstraněn Templ a na úkor parku zvětšena křižovatka s Rudolfovskou ulicí). K dalším úpravám parku došlo zhruba v 60. letech 20. století (1958 instalován pomník Mateřství, později nová fontána, dělo). Roku 1977 došlo k rekonstrukci podle projektu Komunálních služeb Bechyně. V letech 2001 až 2005 došlo k postupné rekonstrukci.

## Části parku
Úsek mezi Kanovnickou a kněžskou ulicí byl podle sochy Adalberta Lanny z roku 1879 nazývá Lannův park. Úsek mezi Kněžskou a U Černé věže (tj. část proti Besedě) byl podle busty Josefa II. označován jako Josefský park, později jako Besední park nebo Besední sad. Partie od ulice U Černé věže po Krajinskou třídu se podle pomníku Otokara Mokrého nazván Mokrého sad. Část mezi opevněním a Husovou ulicí nese pojmenování Naše Benátky.

## Pamětihodnosti a prvky
Řazeny chronologicky podle vzniku:

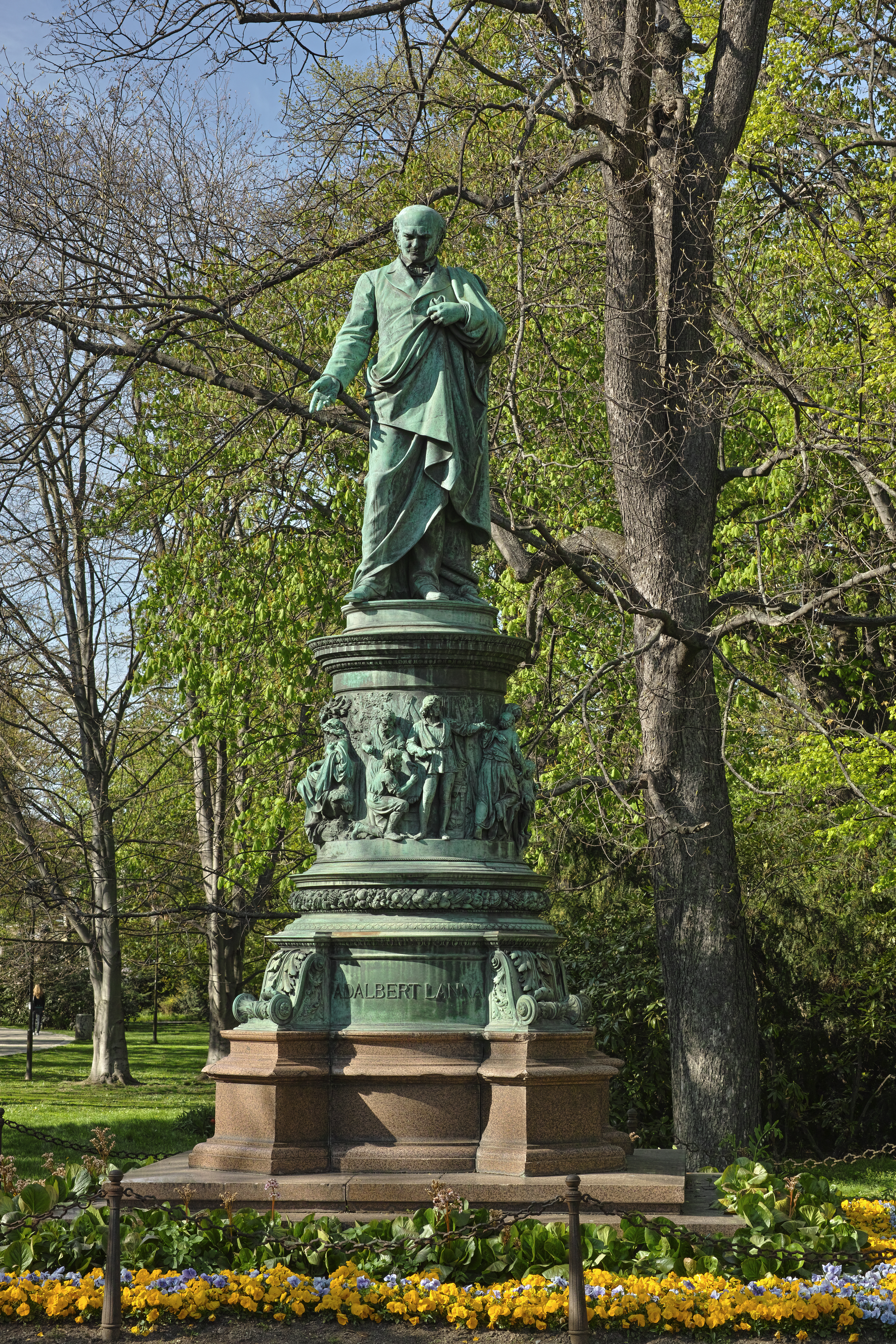
pomník Vojtěcha Lanny staršího

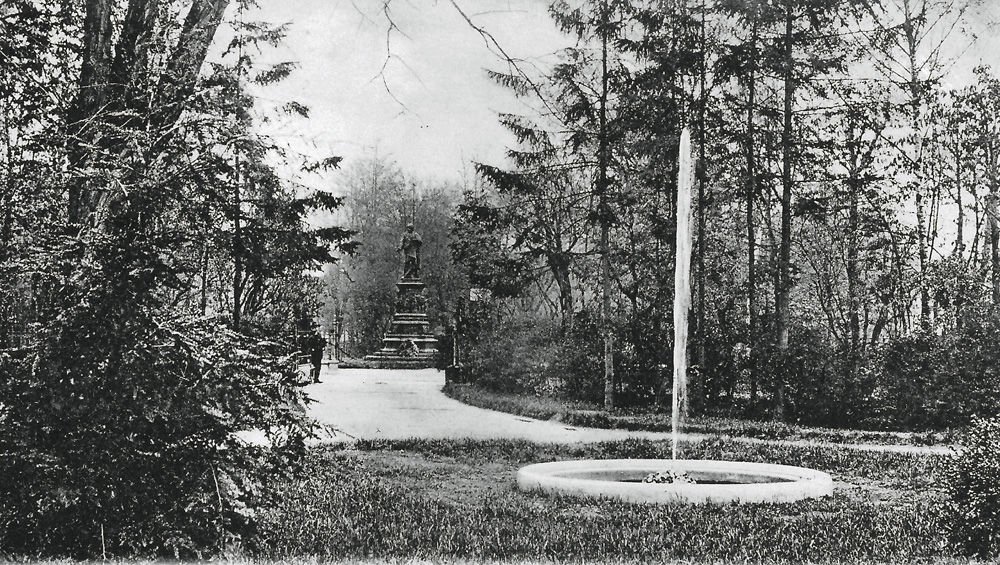
zaniklá fontána u současné pošty

- Mlýnská stoka – původně vodní příkop v rámci opevnění města
- Pražská brána – hranolová věž, jedna ze tří původních městských bran, zmiňována 1335, zbourána 1867
- pamětní deska Šimona Plachého z Třebnice – umístěna po roce 1611, dnes replika v místě původní Pražské brány
- barokní raveliny a vodní kanály – fortifikační prvky z poloviny 17. století byly zcela odstraněny
- socha sv. Jana Nepomuckého – barokní socha z mušlového vápence, žulový sokl, kulturní památka, patrně jde o dílo Josefa Dietricha původně umístěné před Svinenskou branou
- Templ – empírový altán z roku 1819 umístěný proti Rudolfovské třídě,[4] původně na ravelinu, 1875 sníženo zastřešení, poté využíván k hudební produkci, zbořen při rekonstrukci 1946–1948[1]
- kiosek se sodovkou – zmiňován v roce 1875 „v ravelinu u mostku k Židovské ulici“[5]
- Císařské duby – dvojice dubů západně od vyústění Krajinské ulice byla vysazena 23. dubna 1879, den před výročím stříbrné svatby Františka Josefa I. a Alžběty Bavorské[1]
- pomník Vojtěcha Lanny staršího – umístěn 24. 5. 1879, obnoven 2. 10. 1993
- socha Diany – sádrová socha bohyně lovu se psem[2] byla v dubnu 1881 umístěna u východní strany Krajinské ulice, 1919 po instalaci pomníku Otokara Mokrého se přesunula za pomník Vojtěcha Lanny, vandalsky zničena v dubnu 1947[1]
- kašna s fontánou – realizována r. 1882, financována stavitelem baronem Karlem Schwarzem[3], obnovena 2002
- fontána u Pražské třídy – vznikla v roce 1882[1]
- busta císaře Josefa II. – umístěna 28. října 1883, zničena 28. října 1918[3]
- kavárna z příhradového zdiva s verandou, tzv. Trinkhalle – otevřena 1884, provozována různými pronajimateli od 15. března do konce října; od 5. května 1900 vedena Josefem Dankem, zanikla[3][2]
- domek pro hlídače – 1879 vznikla stavba sloužící jako zázemí pro hlídače parku, nedochovala se[1]
- fontána mezi starou nemocnicí a Kanovnickou ulicí[6] – vznikla před koncem 19. století, zanikla při stavbě pošty[1]
- Caffé Pissoir – z veřejných záchodů městem zřízená a v letech 1897–1898 Stephanem Nitschem provozovaná letní kavárna satiricky nazývaná Caffé Pissoir[7][8][9][10][11]
- dětské hřiště s pavilonem – zaniklo[2]
- historický rozcestník – umístěn 1910, r. 2003 obnoven a doplněn pamětní deskou, kulturní památka
- pomník Otokara Mokrého – pískovcová deska původně určená pro rodný dům na náměstí, byla nakonec z důvodu přílišné hnotnosti umístěna 15. srpna 1919 při vyústění Krajinské třídy na místo Diany, později přesunuta k Mlýnské stoce;[1] financována Družstvem Budivoj, sochař František Bílek, kulturní památka
- tramvajový sloup – z 20. let 20. století, 15. června 2016 doplněn pamětním kamenem jako pomník tramvajové dopravy
- pomník Mateřství – pomník od Františka Mrázka z roku 1958
- fontána Volavky, Ukradené Volavky[12][13] – ze 60. letech 20. století, obnovena 2002, poté byly volavky (dílo Františka Mrázka[14]) odcizeny
- dělo – lehký pěchotní protitankový kanon ráže 57 mm umístěný 1975 k příležitosti 30. výročí konce 2. světové války, odstraněn po r. 1990[1]
- pomník Přemysla Otakara II. – umístěn 28. října 2015, od Františka Postla

Parkový porost původně pokračoval až do prostoru současné pošty. Tento úsek se využíval jako nemocniční zahrada až do zbourání staré nemocnice roku 1914. Poté měla být využita na stavbu nové budějovické katedrály. Plány ale byly změněny, připravené finance využity mj. na stavbu kostela sv. Jana Nepomuckého a nevyužitá parcela (z níž byla část uvolněna zbouráním klasicistní budovy staré nemocnice) posloužila v letech 1915–1918 k výstavbě pošty.

## Flóra
V parku roste 59 druhů dřevin, z toho k nejvíce zastoupeným patří s 38 % jírovec maďal (Aesculus hippocastanum), 10 % javor mléč (Acer platanoides), 9 % lípa (Tilia), 8 % trnovník akát (Robinia pseudacacia) a 7 % jasan ztepilý (Fraxinus excelsior). Zajímavostmi jsou exempláře platanu javorolistého (Platanus × acerifolia), javoru stříbrného (Acer saccharinum), lísky turecké (Corylus colurna), dřezovce trojtrnného (Gleditsia triacanthos), pavlovnie plstnaté (Paulownia tomentosa) a v 90. letech 20. století vysazeného jinanu dvoulaločného (Ginkgo biloba).

## Fauna
Kmeny starých jírovců hostí tesaříka Rhamnusium bicolor a tesaříka rudonohého (Anisarthron barbipes). Zjištěn zde byl i zákonem chráněný nosorožík kapucínek (Oryctes nasicornis).
V parku sídlí jedna z největších městských kolonií havranů polních. V roce 1984 se zde usadily první tři páry, v roce 1997 zde již hnízdilo přes 300 párů V lednu 2022 bylo v Českých Budějovicích rozmístěno šest menších a tři velké hmyzí hotely, z toho jeden v parku na Sadech poblíž sochy Adalberta Lanny a jeden u autobusové zastávky proti Eggertově vile.